# Балк (Криштиору де Жос)
Балк (рум. Bâlc) насеље је у Румунији у округу Бихор у општини Криштиору де Жос. Oпштина се налази на надморској висини од 646 m.

## Становништво
Према подацима из 2011. године у насељу је живело 42 становника.